# Joan Muysken (1866-1928)
Joan Muysken (Amsterdam, 27 oktober 1866 - Laren, 6 maart 1928) was een Nederlands ingenieur en bedrijfsleider en directeur van Werkspoor.
Hij werd opgeleid van 1885 tot 1889 als werktuigbouwkundig ingenieur aan de Polytechnische School te Delft, tegenwoordig de TUD. Daarna heeft hij als technicus gewerkt in Duitsland en de Verenigde Staten. Van 1891 tot 1928 werkte hij voor de Nederlandsche Fabriek van Werktuigen en Spoorwegmaterieel in Amsterdam, beter bekend als Werkspoor, sinds 1901 als directeur.
In 1925 heeft Martin Monnickendam een portret van Muysken geschilderd, dit was een onderdeel van de collectie van het Werkspoormuseum.
Na zijn overlijden, op 6 maart 1928, is hij begraven op Driehuis-Westerveld (op 10 maart).
De Joan Muyskenweg in het bedrijvengebied Overamstel in Amsterdam is in 1956 naar hem vernoemd. Deze straat is daarna onder dezelfde naam uitgebreid in de gemeente Ouder-Amstel, in het gebied dat nu Amsterdam-Duivendrecht heet.